# Ceratosolen immanis
Ceratosolen immanis är en stekelart som beskrevs av Wiebes 1981. Ceratosolen immanis ingår i släktet Ceratosolen och familjen fikonsteklar. Inga underarter finns listade i Catalogue of Life.